# Unam Sanctam

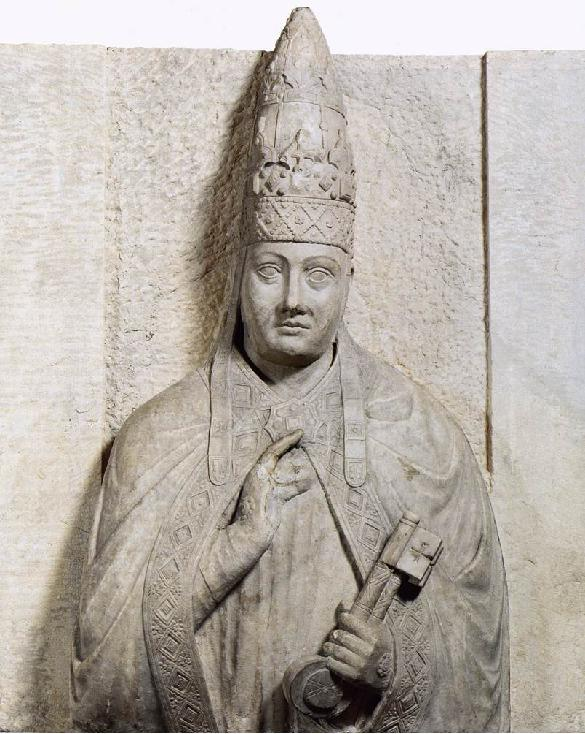
Paus Bonifatius VIII

Unam Sanctam (Latijn voor de ene heilige (katholieke en apostolische kerk)) was een bul uitgevaardigd door paus Bonifatius VIII op 14 november 1302 waarin de positie van de Rooms-Katholieke Kerk en de suprematie van de paus centraal stonden.

## Inhoud
In de bul bevestigde paus Bonifatius VIII, dat er slechts één universele kerk was, gesticht uit naam van God door Jezus Christus, die aan Petrus (en zijn opvolgers) de taak had gegeven de leiding over de kerk te nemen: “hoed mijn schapen”. Degenen die meenden niet ondergeschikt te zijn aan deze zorg van Petrus behoorden volgens de paus niet tot de kudde van Christus.
Voor een goede bescherming van het geloof zou de kerk volgens Bonifatius twee symbolische zwaarden bezitten ten teken van macht en gerechtigheid: een spiritueel ter verdediging van het gedachtegoed en geloof van de kerk en een temporeel, in handen van wereldlijke leiders die dit zwaard hanteerden uit naam van de kerk. Daarbij werd echter opgemerkt dat de houder van het wereldlijke zwaard ondergeschikt was aan die van het spirituele, doordat de wereldlijke macht slechts als legitiem beschouwd kon worden wanneer daarvoor bevestiging van de spirituele macht was verkregen.
Daarom kon de wereldlijke macht door de spirituele macht worden veroordeeld (en niet andersom), indien laatste meende dat er sprake was van dwaling. Lagere ordes van de spirituele macht vielen direct onder de verantwoording van de paus, de hoogste spirituele macht die op zijn beurt alleen ter verantwoording geroepen kon worden door God, nooit door de mens.
Bonifatius VIII sloot de bul af met de zin:

Het is daarom dat wij uitvaardigen, zeggen en definiëren dat alle mensen zich moeten onderwerpen aan de Romeinse paus om zo verlossing te bereiken

## Context
De bul van Bonifatius VIII was een reactie op het optreden van de Franse koning Filips IV, die vanaf zijn aantreden als koning de macht van de geestelijkheid binnen het wereldlijke bestuur danig beperkt had. Zo waren er wetten aangenomen, die de inmenging van geestelijken binnen de rechtspraak uitsloten en had de koning tegen de bepalingen van de kerk in belastingen opgelegd aan kerkelijke instanties. Dit laatste ontaardde in een conflict, dat uiteindelijk door Bonifatius VIII in de minne werd geschikt, waardoor Filips IV een vrijbrief meende te hebben zijn beleid voort te zetten.
Doordat met name de lagere geestelijkheid en de kloosterordes hevig protesteerden tegen het optreden van de Franse koning en dit voorlegden aan de paus, benoemde Bonifatius VIII in 1301 de bisschop van Pamiers, Bernard de Saisset, als zijn pauselijk legaat om Filips IV te wijzen op zijn verantwoordelijkheid als katholiek vorst. Kort na zijn bezoek aan de koning werd de Saisset gearresteerd op beschuldiging van majesteitsschennis, ketterij en gebrek aan vaderlandsliefde. Na berecht te zijn werd een Franse delegatie naar paus Bonifatius VIII gestuurd om de bisschop uit zijn ambt te zetten en hem vervolgens over te dragen aan de wereldlijke autoriteiten.
Deze inmenging ontlokte bij Bonifatius VIII een grote woede, waardoor bepaalde privileges aan Frankrijk verleend door de paus zelf werden opgeheven en de bul Unam Sanctam werd uitgevaardigd om de macht van de paus te bevestigen. De reactie van Franse zijde (Guillaume de Nogaret) hierop was, dat opgeroepen werd tot een algemeen concilie, tijdens welke Bonifatius VIII zich zou moeten verantwoorden voor zijn optreden en wat uiteindelijk moest leiden tot zijn aftreden.

## Verwijzing

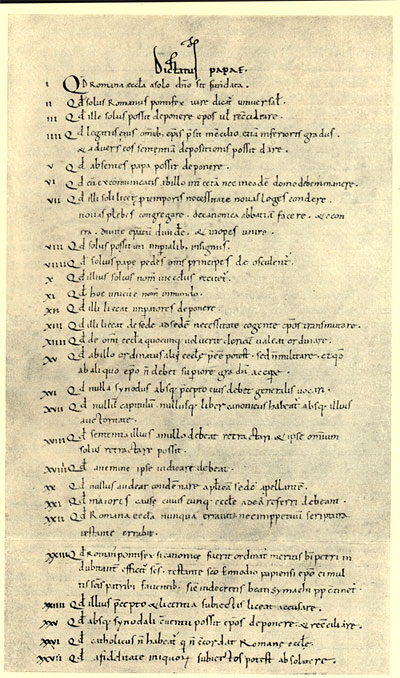
Dictatus papae

De bul Unam Sanctam verwijst naar een eerder uitgebracht document, het Dictatus papae door paus Gregorius VII (1073-1085). Met 27 stellingen werden daarin de bevoegdheden van de paus omschreven, o.a. het recht tot afzetten van bisschoppen en de ondergeschiktheid van wereldlijk leiders aan de paus.